# Dolichopus hollisi
Dolichopus hollisi är en tvåvingeart som först beskrevs av Grichanov 1998.  Dolichopus hollisi ingår i släktet Dolichopus och familjen styltflugor.
Artens utbredningsområde är Kenya. Inga underarter finns listade i Catalogue of Life.